# 李賛明
李 賛明（リ・チャンミョン）は、北朝鮮の元サッカー選手（GK）・監督。1966年FIFAワールドカップの朝鮮民主主義人民共和国代表メンバー。

## 来歴・人物
朝鮮戦争が休戦になった後、サッカーを始める。1966年にイングランドで開催されたFIFAワールドカップの代表に選ばれ、全4試合に出場した。優勝候補の一角と目されていたグループリーグ最終戦のイタリアとの試合でイタリアを0点に抑え1-0と勝利し、決勝トーナメント進出に貢献した。この結果を受けた各国の記者は、「1950年ブラジルＷ杯でアマチュアのアメリカが、プロのイングランドに勝った試合に匹敵する大番狂わせだ」と大々的に報道した。
引退後は4.25体育団の女子チームの監督を務めた。